# Italia (regione geografica)
La regione geografica italiana (anche regione fisica italiana o regione italiana) è delimitata dalla catena delle Alpi e dalla costa del Mar Mediterraneo; una gran parte del suo territorio è costituito da una penisola che si allunga verso sud-est e che è percorsa per tutta la sua lunghezza dagli Appennini. È la regione geografica europea situata nell'Europa centro-meridionale.
È composta da una parte continentale, una peninsulare e una insulare, a nord-ovest con la regione francese, e a nord-est con la regione balcanica. Al di là del mare guarda la penisola iberica ad ovest, oltre il Mar di Sardegna; la penisola balcanica ad est, oltre il Mare Adriatico; la Tunisia e la Libia a sud, oltre il Canale di Sicilia; la Grecia a sud-est, oltre il Mare Ionio.
I confini della regione geografica italiana non corrispondono esattamente con quelli della Repubblica Italiana e alcuni loro dettagli sono descritti variamente. Secondo la tradizione e la convenzione e più largamente accettata
- [4], sono costituiti a nord dallo spartiacque alpino principale delle Alpi italiane, avente come limite orientale il passo di Vrata e come limite occidentale il crinale che dallo spartiacque principale alpino giunge sino alla foce del fiume Varo[6]. Ad est comprende dunque l'Istria e a volte anche le vicine isole di Cherso e Lussino. Per quel che riguarda le isole, sono incluse le isole maggiori di Sicilia, Sardegna e Corsica, oltre a tutte le isole minori che circondano le coste italiane, comprese quelle del Canale di Sicilia che sorgono sulla piattaforma continentale europea, come l'arcipelago Maltese.

Secondo i confini descritti, la superficie della regione geografica italiana è di circa 324000 km², di cui la quasi totalità, ossia circa 300000 km², è occupata dalla Repubblica Italiana, stato che comprende comunque alcuni limitati territori posti fuori dei confini fisici. Sono interamente inclusi nella regione geografica italiana i territori di quattro piccoli stati indipendenti: la Repubblica di Malta, la Repubblica di San Marino, il Principato di Monaco e la Città del Vaticano. Il rimanente territorio della regione italiana appartiene alla Francia (il Nizzardo, la Corsica e alcuni territori nei pressi dello spartiacque alpino), alla Svizzera (il Canton Ticino e alcune alte valli del versante mediterraneo), alla Slovenia (la parte della Venezia Giulia ricadente in questo Stato) e alla Croazia (Istria e Fiume).

## Etimologia del nome "Italia"

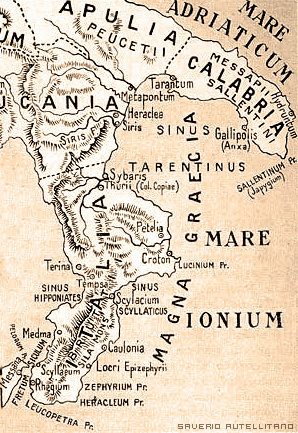
Il nome "Italia" indicava inizialmente la parte meridionale dell'attuale Calabria, secondo gli antichi Greci

Il significato del termine Italia è stato oggetto di ricostruzioni non soltanto da parte di linguisti ma anche di storici, tradizionalmente attenti alla questione; non sempre, tuttavia, ci si trova di fronte ad etimologie in senso stretto bensì ad ipotesi che poggiano su considerazioni estranee alla ricostruzione specificatamente linguistica del nome, e che con il tempo hanno formato un ricco corpus di soluzioni tra le quali sono numerose quelle che si riferiscono a tradizioni (come ad esempio l'esistenza di un re di nome Italo) o comunque fortemente problematiche.
Sin dall'antichità si è ipotizzato che il nome derivi dal vocabolo Italói, termine con il quale i Greci designavano i Vituli (o Viteli), una popolazione che abitava nella punta estrema della penisola, la regione a sud dell’odierna Catanzaro, i quali adoravano il simulacro di un vitello (vitulus, in latino). Il nome significherebbe quindi “abitanti della terra dei vitelli”.
Quel che è solitamente giudicato come certo è che il nome inizialmente indicasse solo quell'estrema parte della Calabria che giace a sud dei golfi di Sant'Eufèmia e di Squillace; successivamente il nome "Italia" fu esteso sino al Cilento e alla Lucania, tra il fiume Lao e Metaponto.
Man mano il nome "Italia" fu utilizzato per indicare un territorio sempre più vasto, estendendosi progressivamente e inarrestabilmente verso nord: nel IV secolo a.C. esso si estese sino a Posidonia e Taranto; intorno al 300 a.C. si allargò a tutta la Campania. All'inizio del III secolo a.C. si definiva "Italia" quasi tutta la penisola, dalla Toscana (fiume Arno) alle Marche (fiume Esino), unificata sotto la dominazione romana. Pochi decenni dopo, il limite settentrionale fu spostato ad ovest dall'Esino al Rubicone e ad est sino a comprendere la Liguria, sembra per opera di Silla. Fu con Augusto che il nome "Italia" fu portato a corrispondere quasi esattamente con il significato attuale: il limite settentrionale fu fatto coincidere con le Alpi, con limite occidentale il fiume Varo e quello orientale il fiume Arsa, in Istria. Con Diocleziano, infine, il nome "Italia" fu esteso anche alla Sicilia, alla Sardegna e alla Corsica, ossia a tutta la regione geografica italiana.

## Descrizione

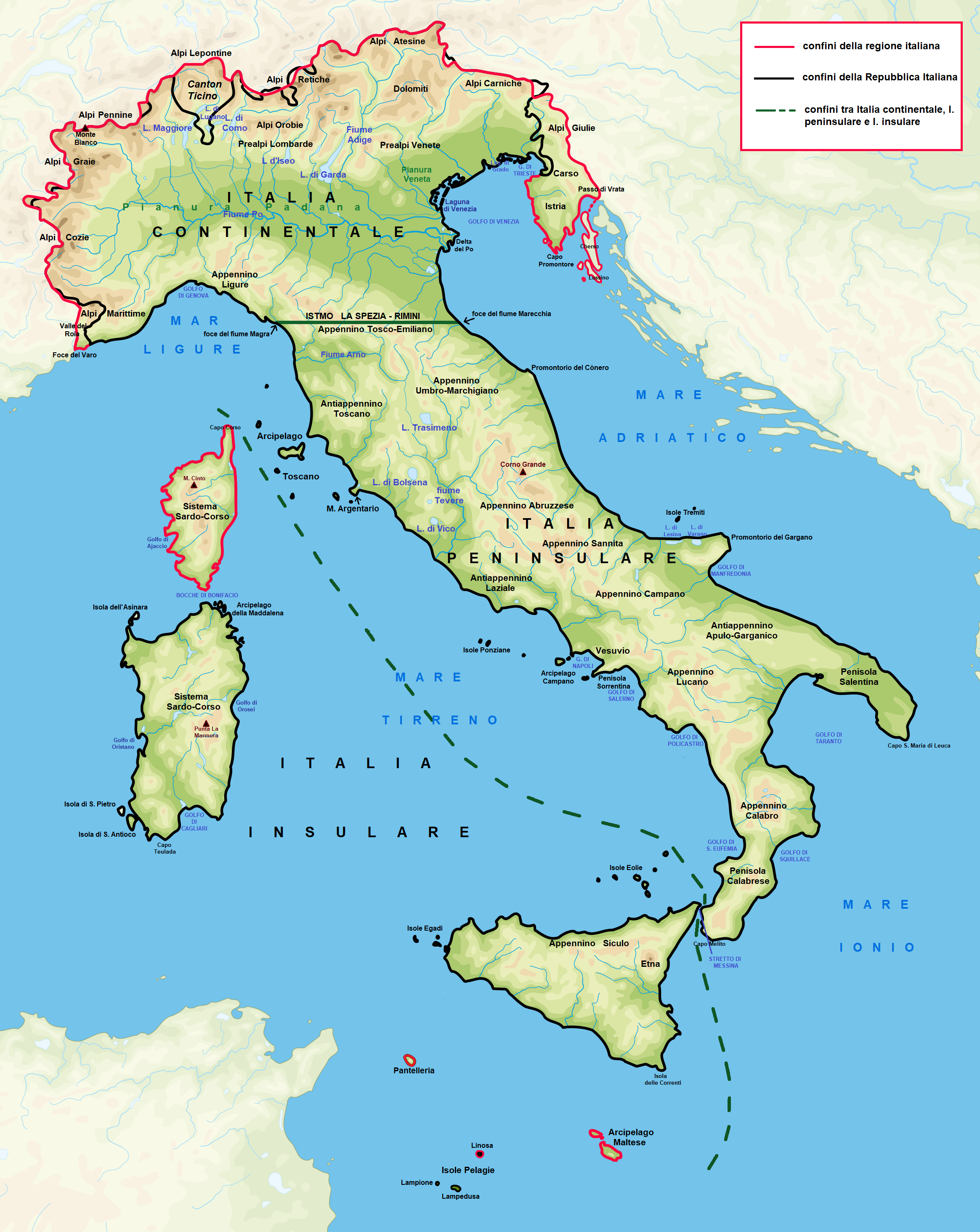
Italia continentale, peninsulare e insulare, con confronto tra i confini della Repubblica Italiana (in nero) e della regione italiana (in rosso)

### Geografia fisica
La regione italiana si suddivide in Italia continentale, Italia peninsulare e Italia insulare. Italia continentale ed Italia peninsulare sono separate dall'istmo La Spezia-Rimini, che corre grossomodo lungo l'Appennino tosco-emiliano e va dall'imboccatura del fiume Magra a quella del fiume Marecchia
 o, secondo altri, del fiume Rubicone.
Da notare, comunque, che gli abitanti delle isole usano il termine continente per designare il resto dell'Italia, ossia l'insieme dell'Italia peninsulare e dell'Italia continentale. L'Italia continentale è detta a volte "Padania" e la parte peninsulare è detta a volte "Penisola Appenninica" o, più raramente, "Appenninia".

#### Limiti geografici
I limiti naturali della regione italiana, segnati dallo spartiacque alpino e dal mare, sono relativamente chiari, tranne che agli estremi occidentali e orientali delle Alpi.
Ai confini orientali si indicano tradizionalmente la catena delle Alpi Giulie e il golfo del Quarnaro, a cui fa riferimento anche Dante Alighieri. Tuttavia resta disponibile un'ampia gamma di altre tesi, tra cui l'ipotesi minimale di una frontiera lungo il corso dell'Isonzo (propugnata in passato dall'Austria), che escluderebbe l'alta valle dell'Isonzo, Trieste e l'intera Istria. All'interno di queste ipotesi si collocano anche vari confini storici, diligentemente elencati dallo storico ed esule chersino Luigi Tomaz ne "Il confine d'Italia in Istria e in Dalmazia", fra i quali, nell'assetto regionale augusteo dell'Italia romana, il limes di natura amministrativa lungo il fiume Arsa, che segnava la fine della Regio X Venetia et Histria.
Pertanto a est, nonostante il carattere più depresso dell'orografia e la scarsità dell'idrografia superficiale che si riscontrano nella regione a mezzogiorno del passo di Nauporto - nei pressi di Postumia, la continuità del baluardo montano è assicurato dai rilievi posti tra il Monte Pomario e il Monte Nevoso, suo pilastro terminale, dove esso raggiunge il golfo del Quarnaro e la baia di Buccari, immediatamente a sud-est di Fiume. A oriente, quindi, il limite estremo d'Italia viene generalmente individuato presso Buccari. A sud-est del passo di Nauporto e a nord-ovest del monte Pomario, invece, la tracciabilità del confine naturale è alquanto difficile, dal momento che in questa zona lo spartiacque idrografico non coincide con la catena orografica, caratterizzata peraltro da cime piuttosto esigue.
Per quanto riguarda le isole di Cherso e Lussino, la loro appartenenza alla regione geografica italiana può variare in funzione delle fonti e delle interpretazioni. Secondo alcuni, in particolare, esse sono incluse nella regione geografica italiana in quanto queste isole sarebbero la naturale continuazione dell'Istria, essendo, tra l'altro, più vicine alle coste istriane che a quelle dalmate.
Al contrario, a ovest il confine, incontestato e facilmente definibile tra Canton Vallese, Savoia, Valle d'Aosta e Piemonte, in prossimità della costa può essere rappresentato da quel contrafforte delle Alpi Marittime che, staccandosi dallo spartiacque padano-francese in corrispondenza del Monte Clapier, segue il Massiccio dell'Authion, che culmina nel Monte Bego, e divide il bacino del Roia a est dai bacini del Varo e del Paglione a ovest, annullando altresì il saliente creato dalla valletta laterale del Bevera includendo la conca di Mentone, orograficamente separata da tutto; innestandosi così il confine a Capo d'Aglio, vi è ricompreso l'intero Principato di Monaco. Questa soluzione permette di avvicinare il confine della regione geografica italiana a quello etno-linguistico tra parlate liguri intemelie e parlate occitane del Nizzardo.
Proprio per la caratteristica di essere orograficamente separata da tutto, però, la conca di Mentone può essere anche non ricompresa nel confine naturale d'Italia; in quest'ultimo caso il limite geografico si ricongiungerebbe all'attuale confine di Stato internazionale all'altezza del monte Buletta, corrispondendo con esso fino al mare (n.b. lo spartiacque della valle del Roja è in realtà situato qualche decina di metri più a est rispetto al citato confine di Stato, ma per ragioni pratiche tanto di sintesi enciclopedica quanto di praticabilità di una tale scelta confinaria, ci si limita qui a citare quest'ultimo). Il confine ecclesiastico tra le antiche diocesi di Nizza e Ventimiglia, ereditato dall'antico confine tra la Gallia e l'Italia, peraltro, lasciava Monaco con Nizza e Roccabruna con Ventimiglia.
Altra ipotesi vorrebbe che il confine, dopo aver toccato la cima del Monte Pelat, comprenda tutto il bacino del fiume Varo con i suoi affluenti, ponendo Nizza all'interno della regione italiana, o quella, seppur più ridotta, che dal Monte Clapier divide il bacino del Roia e del Paglione da un lato da quello del Varo dall'altro, raggiungendo la costa poco lungi dalla foce di quest'ultimo, a sud-ovest di Nizza, lasciando quindi Nizza ancora nella regione geografica italiana (come sosteneva già Francesco Petrarca nel 1331). D’altro canto, esiste una tesi opposta, sostenuta da Charles de Gaulle al termine della Seconda guerra mondiale, che, assegnando la natura di passo transalpino al Colle di Tenda, esclude dalla regione fisica italiana tutta la Valle del Roia con Ventimiglia.

#### Italia continentale
L'Italia continentale è delimitata a nord dallo spartiacque alpino e a sud dall'istmo La Spezia-Rimini. Ha una superficie di circa 120 000 km², che corrisponde a circa il 40% della regione italiana.
La maggior parte del territorio continentale italiano è composto dai bacini idrografici dei fiumi Po, Adige, Brenta, Piave, Tagliamento, Isonzo e Reno. Dalla parte continentale sono escluse tuttavia alcune valli alpine che pur fanno parte dello Stato italiano, come la Val di Lei tributaria del Mare del Nord mediante il fiume Reno, la Val di Livigno, la Sella di Dobbiaco e la Conca di Tarvisio a nord-est della Sella di Camporosso.

#### Italia peninsulare
L'Italia peninsulare si estende interamente nella penisola Italiana o penisola italica, ed è delimitata a nord dall'istmo La Spezia-Rimini. Ha una superficie di circa 131 000 km², che corrisponde a circa il 45% della regione geografica italiana.
La penisola italiana è attraversata dalla catena degli Appennini e delimitata da tre mari: mar Tirreno, mar Ionio e mar Adriatico. Si estende fino all'estrema propaggine meridionale di capo Spartivento in Calabria e si allunga in direzione nord-ovest/sud-est per circa 1000 km; È una delle tre penisole che costituiscono l'Europa del Sud, con la penisola iberica e la penisola balcanica.

#### Italia insulare
L'espressione Italia insulare si riferisce alla parte della regione geografica italiana costituita dalle tre isole maggiori, ossia la Sicilia, la Sardegna e la Corsica, e dalle isole minori ed arcipelaghi ad esse adiacenti; nel loro complesso, queste terre occupano una superficie di circa 58000 km², ovvero circa il 15% dell'intera regione italiana.
Esistono altre isole comprese nella regione italiana, per la maggior parte nel mar Tirreno, spesso raggruppate in arcipelaghi, ma convenzionalmente esse vengono comprese nell'Italia continentale o in quella peninsulare, a seconda della loro localizzazione. Sommando alla superficie di Sicilia, Sardegna e Corsica e delle isole ad esse adiacenti, anche quella delle altre minori, la superficie totale delle isole geograficamente italiane ammonta a 60000 km², ossia il 18% circa di tutta la regione italiana.
La lista seguente mostra le isole appartenenti alla regione geografica italiana con superficie superiore a 50 km²:
| Nome         | Superficie (km²) | Mare                  | Stato   |
| ------------ | ---------------- | --------------------- | ------- |
| Sicilia      | 25 460           | Mediterraneo, Ionio   | Italia  |
| Sardegna     | 24 090           | Mediterraneo, Tirreno | Italia  |
| Corsica      | 8 681            | Mediterraneo, Tirreno | Francia |
| Malta        | 246              | Mediterraneo          | Malta   |
| Elba         | 223              | Tirreno               | Italia  |
| Sant'Antioco | 109              | Mediterraneo          | Italia  |
| Pantelleria  | 83               | Mediterraneo          | Italia  |
| Gozo         | 67               | Mediterraneo          | Malta   |
| San Pietro   | 51               | Mediterraneo          | Italia  |

Oltre a queste vengono solitamente incluse:
| Nome    | Superficie (km²) | Mare      | Stato   |
| ------- | ---------------- | --------- | ------- |
| Cherso  | 406              | Adriatico | Croazia |
| Lussino | 74               | Adriatico | Croazia |

### Punti estremi

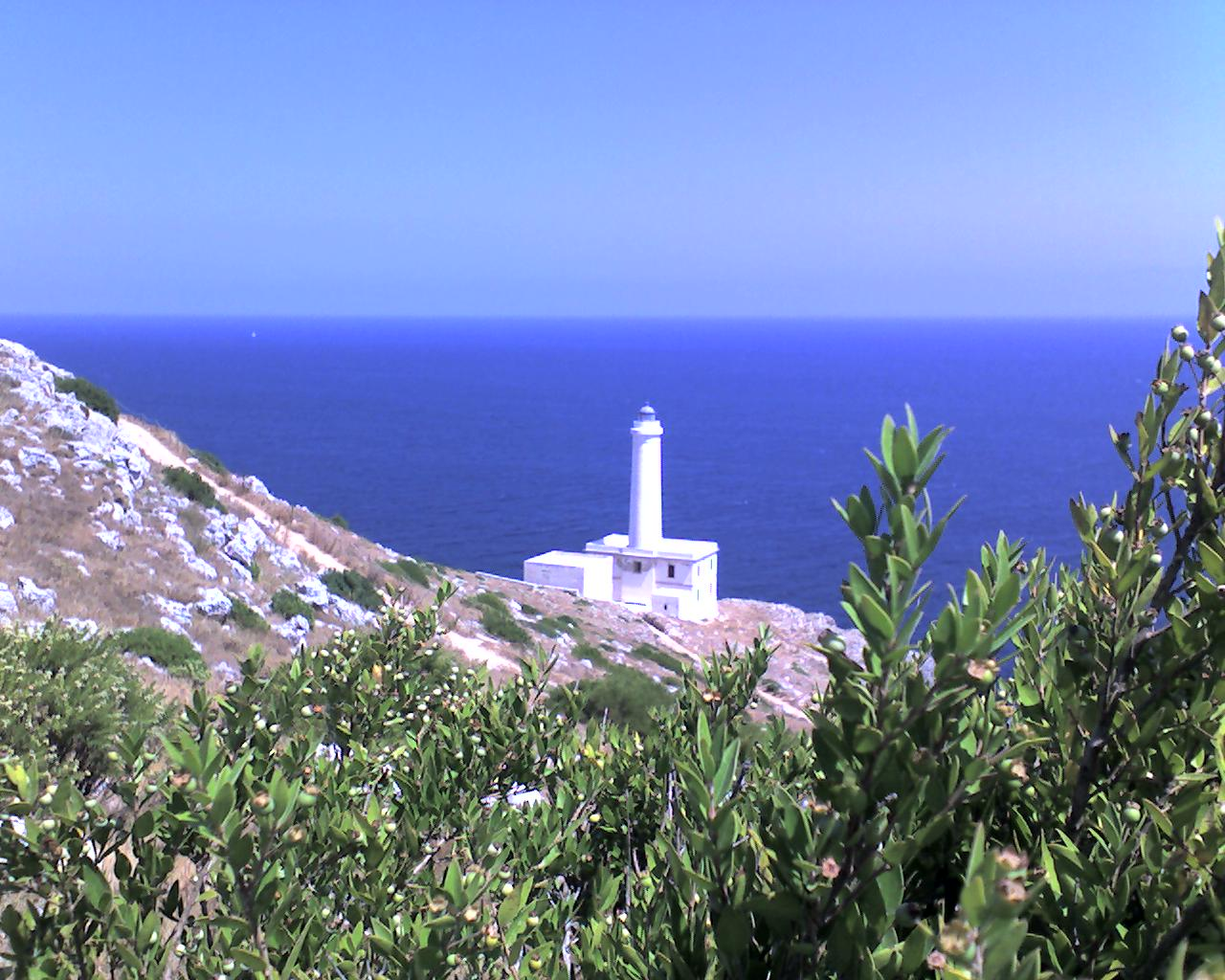
Il faro di Punta Palascìa, meglio noto come Capo d'Otranto

I punti estremi della regione geografica italiana, misurati rispetto al Meridiano di Greenwich, sono:
- a settentrione, la Testa Gemella Occidentale nelle Alpi Aurine, in Alto Adige/Südtirol, a 47° 04′ 20″ nord;
- a meridione, il Capo Sud dello scoglio Piccolo Sciutu, nell'arcipelago maltese, a 35° 47′ 04″ nord;
- a oriente, Capo d'Otranto, in Salento, a 18° 31′ 13″ longitudine est.
- a occidente, la Rocca di Chardonnet nelle Alpi Cozie, in Francia, a 6° 32′ 52″ est.

La distanza ortodromica N–S è di 1269 km.

### Geografia politica

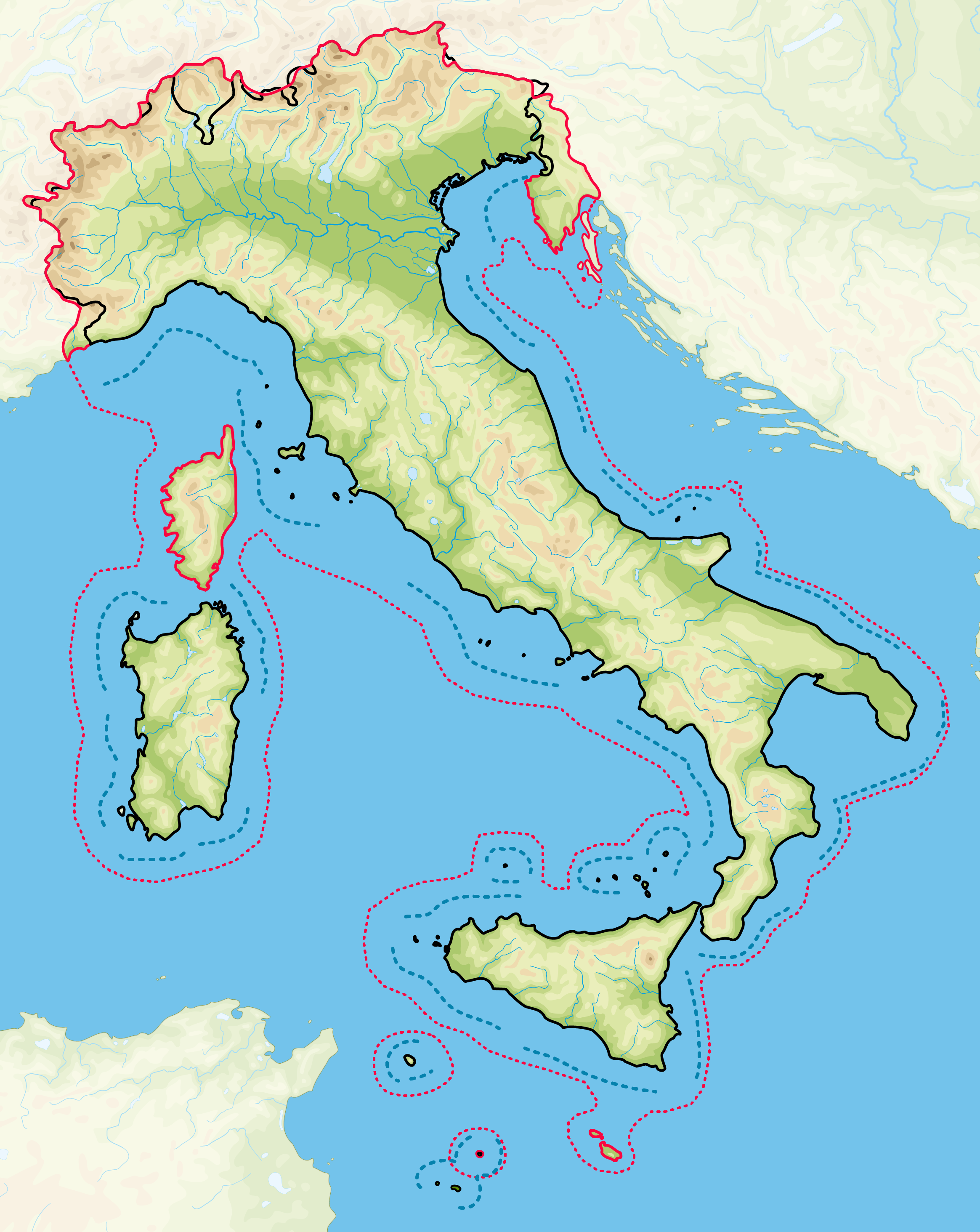
Confronto tra i confini della Regione Italiana (in rosso) e quelli della Repubblica Italiana (in nero)

La Repubblica Italiana occupa il 93% della regione geografica italiana. La rimanente porzione (23 000 km²) è divisa tra diversi altri Stati, alcuni dei quali (in ordine di estensione geografica: Malta,
San Marino, Principato di Monaco e Città del Vaticano) sono interamente inclusi nei confini politici. Alla regione geografica italiana vengono ascritti anche alcuni lembi del Nizzardo occidentale e del settore alpino presso il confine francese (italiani fino al trattato di pace del 1947), la Corsica, la Svizzera italiana, le isole Maltesi e la Venezia Giulia, slovena e croata, compresa la città di Fiume.
Sono interamente inclusi nei limiti della regione geografica italiana:
- il Principato di Monaco (interamente compreso nella parte continentale, a ovest);
- la Serenissima Repubblica di San Marino (interamente inclusa nella parte peninsulare, a nord-est);
- la Repubblica di Malta (interamente inclusa nella parte insulare, a sud);
- lo Stato della Città del Vaticano (interamente incluso nella parte peninsulare, nel centro-ovest).

Inoltre rientrano nei confini della regione geografica italiana:
- in Svizzera (parzialmente inclusa nella parte continentale, a nord):

l'alta Val Divedro nel cantone del Vallese, il Canton Ticino (ad eccezione dell'alta valle della Reuss e della Val Cadlimo con il Piz Blas) nonché - nel Canton Grigioni - la Val Mesolcina, la Val Calanca, la Val Bregaglia, la Val Poschiavo e la Val Monastero (tutte, tranne quest'ultima, costituenti comunque la Svizzera italiana);
- in Croazia (parzialmente inclusa nella parte continentale e nella parte insulare, a est):

l'Istria, la città di Fiume, l'arcipelago di Pelagosa e, secondo una tesi estensiva, le due isole di Cherso e Lussino;
- in Francia (parzialmente inclusa nella parte continentale e nella parte insulare, a ovest):

la Corsica e la Valle del Roia (con Briga Marittima e Tenda, cedute con il trattato di Parigi del 1947), il Colle del Monginevro, la Valle Stretta dietro Bardonecchia, la zona del monte Chaberton presso il passo del Monginevro, la zona del Colle del Moncenisio col lago del Moncenisio (anch'essi ceduti col trattato di Parigi del 1947), e la conca di Mentone fino a Turbìa;
- in Slovenia (parzialmente inclusa nella parte continentale, a est):

il versante interno delle Alpi Giulie slovene (Goriziano sloveno), una parte della Carniola occidentale e il litorale sloveno.
Tre vallate alpine, tributarie del Reno e del Danubio, e le isole Pelagie (eccetto Linosa), appartenenti alla piattaforma continentale africana, appartengono alla Repubblica Italiana pur non facendo parte della regione geografica italiana.

## Storia

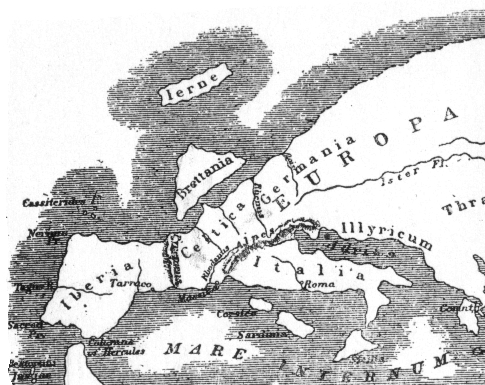
L'Europa nell'oikoumene di Strabone

La nozione di regione geografica italiana non deve essere confusa con quella relativa a qualsiasi confine storico territoriale. La storia di questa regione è molto ricca e sarebbe difficile trovare nella sua lunga storia un momento in cui i confini politici si trovavano a corrispondere con i confini geografici. Inoltre, questi confini geografici si sono fortemente evoluti nel tempo in funzione dello sviluppo delle scienze geografiche.

### Antichità

Regioni dell'Italia augustea

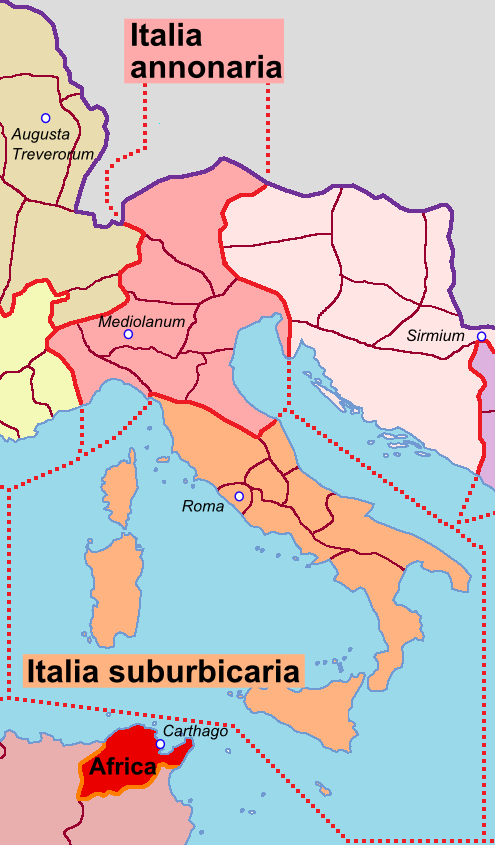
I vicariati di Italia Suburbicaria e di Italia Annonaria all'interno della prefettura del pretorio d'Italia intorno al 400 d.C.

L'idea dell'Italia come regione geografica è molto antica. Essa venne descritta con la nozione geografica di penisola già nel I secolo a.C. nel più antico trattato che ci sia pervenuto sull'argomento, denominata Geografia (in greco antico: Γεωγραφικά - Gheographikà), opera in 17 volumi del geografo greco Strabone (65/64 - 25/21 a.C.) che ci è pervenuta quasi completa. Nel XV secolo, Guarino Veronese tradusse in latino la totalità dell'opera contribuendone così alla riscoperta.

Nell'introduzione del suo libro V, Strabone dà la sua definizione dell'Italia: 
(Strabone, Geografia – Libro V – Capitolo I: La Transpadania e la Cispadania)
Nei libri V e VI della sua Geôgraphiká Strabone descrive i popoli e i territori che fanno parte della macroregione storica:
- Libro V:
  - Capitolo 1: La Transpadania e la Cispadania;
  - Capitolo 2: L'Etruria, la Corsica e la Sardegna;
  - Capitolo 3: La Sabina e il Lazio;
  - Capitolo 4: Il Piceno e la Campania.
- Libro VI:
  - Capitolo 1: La Lucania e il Bruttium;
  - Capitolo 2: La Sicilia e le isole Lipari;
  - Capitolo 3: La Messapia e le Apulie;
  - Capitolo 4: Cause della potenza romana.

### Medioevo

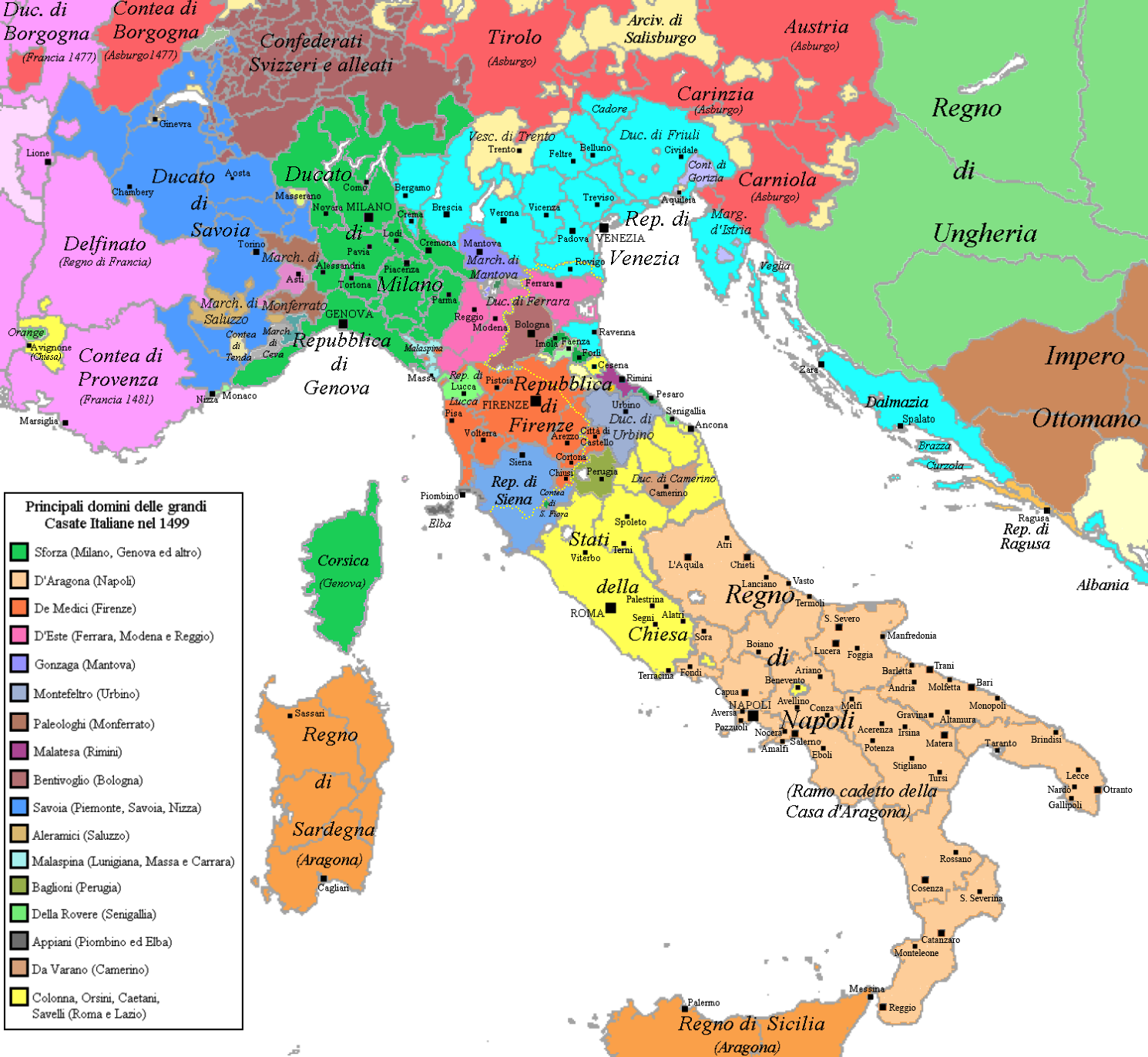
L'Italia rinascimentale prima e dopo la prima invasione Francese. La linea tratteggiata in giallo rappresenta il confine tra Patrimonio di San Pietro e Sacro Romano Impero Germanico. Delle casate regnanti in Italia, quella Aragonese costituiva un ramo cadetto della monarchia Spagnola

Per numerosi secoli, la descrizione geografica di Strabone non cambierà fino alla pubblicazione della prima geografia universale di Conrad Malte-Brun (1775-1826), Geografia o descrizione di tutte le parti del mondo. Dal punto di vista geografico, infatti, il territorio italiano è ben delineato; quella che va cambiare è la sua geografia politica.
Infatti, dopo la caduta dell'Impero romano d'Occidente, e in particolare con l'arrivo dei Longobardi, l'Italia ha perso la sua unità politica. In età carolingia, nasce un nuovo Regno d'Italia (in latino, Regnum Italicum), ma esso comprende soltanto l'Italia del Nord. In più, a partire dal XII secolo, la stessa Italia settentrionale si ritrova divisa in una miriade di piccoli Stati spesso in lotta l'uno con l'altro o vittime delle mire espansionistiche straniere.
Tuttavia, anche in mancanza di unità politica, nel Medioevo l'idea di Italia rimase sempre vivissima, come testimoniano tra gli altri, nel XIV secolo, Dante e Petrarca; entrambi usano per l'Italia l'epiteto ancora oggi diffuso: "il Bel Paese".
In particolare, Dante Alighieri, in un'invettiva, ci lascia un'amara riflessione sulla condizione politica dell'Italia medievale:
(Dante Alighieri, Purgatorio, VI, 76-78)
Nello stesso tempo, identifica l'Italia con la lingua parlata dai suoi abitanti:
(Dante Alighieri, Inferno, XXXIII, 80)
Il padre della lingua italiana, inoltre, delineò il confine orientale della sua patria:
(Dante Alighieri, Divina Commedia, L'Inferno, Canto IX, 114)
Anche Francesco Petrarca, aveva delineato i confini della regione italiana:
(Francesco Petrarca, Canzoniere o Rerum vulgarium fragmenta, sonetto CXLVI, 13-14.)
Infine, sempre Petrarca, descrive così l'Italia :
(Francesco Petrarca, Epistola Ad Italiam)

### XIX secolo
Durante le guerre napoleoniche, la carta dell'Italia si ritrova semplificata, sconvolgendo il modo di vivere e portando delle idee nuove.

#### Napoleone Bonaparte
Nelle sue memorie scritte durante la sua prigionia sull'isola di Sant'Elena, ma pubblicate soltanto nel 2010, Napoleone Bonaparte fa una descrizione dell'Italia nel primo capitolo. In essa considera limiti naturali le Alpi e il mare e distingue tre parti: la terraferma (Italia continentale), la penisola (Italia peninsulare) e le isole (Italia insulare), comprendendo tra esse la Corsica. Comprende nell'Italia fisica anche il Canton Ticino ed esclude la Savoia, il Tirolo, l'Istria e la Dalmazia.
On a considéré ici les limites naturelles sans entrer dans aucune division politique. Ainsi on n'a compris ni la Savoie, qui est au-delà des Alpes, ni la Dalmatie, ni l'Istrie, et l'on a compris la partie des bailliages suisses-italiens qui sont en deça des Alpes, et toute la partie du Tyrol qui verse ses eaux dans l'Adige et est en deça du Brenner; tout cela d'ailleurs forme peu de changements. Du côté de l'est, on a placé la borne à l'Isonzo, quoique la division naturelle des montagnes passerait entre Laybach et l'Isonzo, comprendrait une portion de la Carniole et de l'Istrie et joindrait l'Adriatique à Fiume ; mais à l'Isonzo les montagnes des Alpes s'abaissent et deviennent d'une moindre considération.»
Abbiamo qui considerato i limiti naturali senza entrare in nessuna divisione politica. Così non abbiamo compreso la Savoia, che è al di là delle Alpi, né la Dalmazia, né l'Istria, e abbiamo compreso la parte dei baliati italo-svizzeri che sono al di sotto delle Alpi, e tutta la parte del Tirolo che riversa le sue acque nell'Adige ed è al di qua del Brennero; tutto questo, inoltre, forma pochi cambiamenti. Sul versante orientale è stato posto il segno di confine all'Isonzo, anche se la divisione naturale delle montagne passerebbe tra Lubiana e l'Isonzo, comprenderebbe una porzione della Carniola e dell'Istria, e unirebbe l'Adriatico a Fiume; ma all'Isonzo le montagne delle Alpi si abbassano e la loro considerazione diventa minore.»
(Napoleone Bonaparte, Mémoires de Napoléon - La campagne d'Italie)
In tal modo, Napoleone mostra che al suo tempo la nozione dell'Italia come regione geografica, al di là delle divisioni politiche, era diffusa.

#### Il Risorgimento e gli effetti del nazionalismo

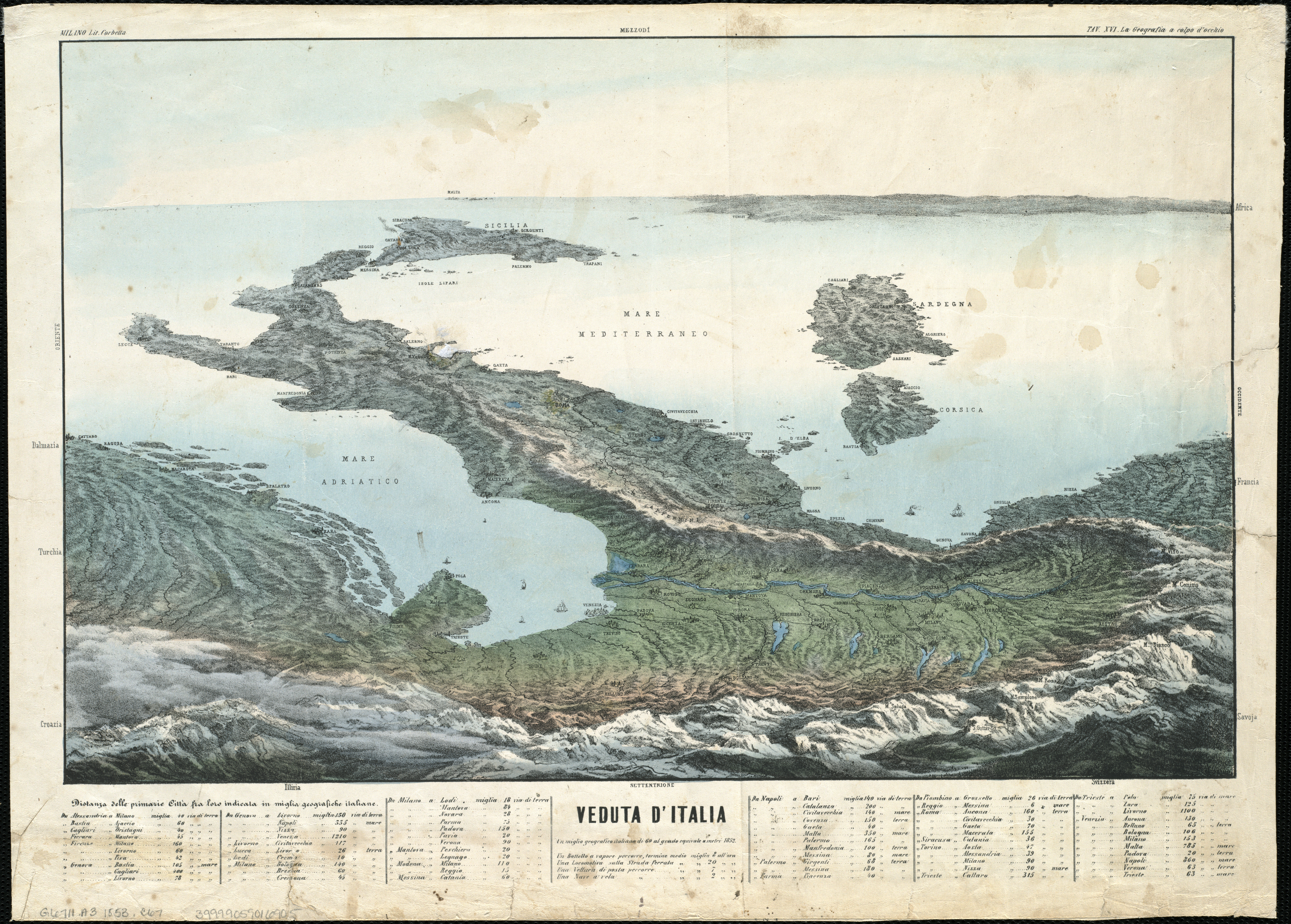
L'Italia in una mappa del 1853

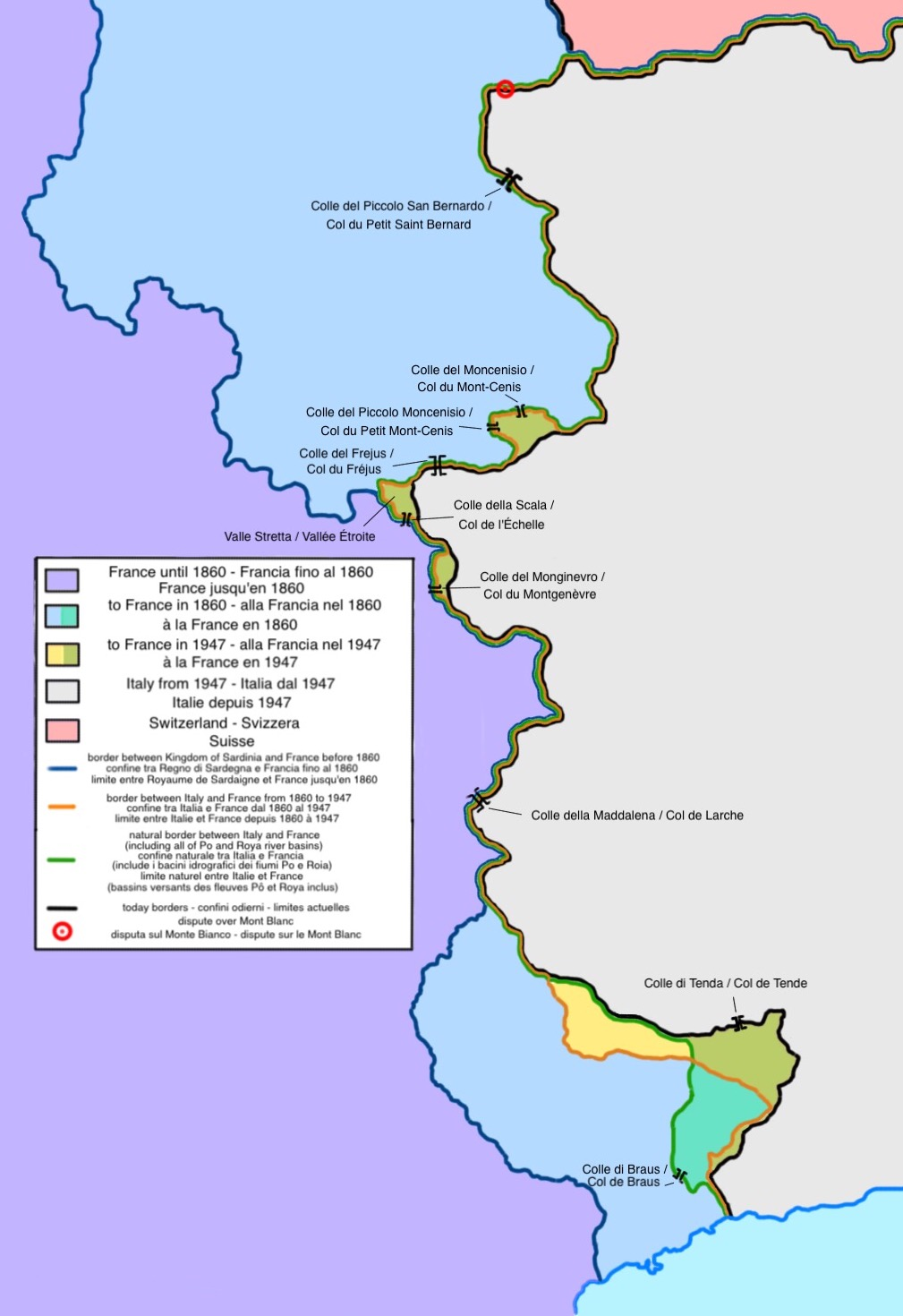
Mappa dei confini occidentali storici dell’Italia con evidenziazione dei confini naturali

Dopo la Restaurazione, l'Italia rimane secondo l'espressione di Metternich «una semplice espressione geografica» senza unità politica. Tuttavia, è stato messo in moto un processo che porterà all'unità d'Italia.
Dopo la proclamazione di Vittorio Emanuele II re d'Italia il 17 marzo 1861, la nuova Italia conosce un movimento nazionalista importante da una parte per rinforzare all'interno il nuovo Stato e dall'altra per tentare di crearsi una posizione tra le grandi potenze europee. Il movimento irrendentista, creato nel 1877, sostiene che la frontiera naturale deve passare sulla cresta delle Alpi basandosi su delle teorie geografiche. Per esempio, Cesare Battisti, personalità di spicco del movimento, comincia la sua carriera come geografo. Inoltre, l'ambiente che gravita intorno alla Società Geografica italiana di Roma e della Società di Studi Geografici di Firenze, è fortemente impregnato di spirito nazionalista che, durante i decenni successivi, diventerà sempre più colonialista e militarista. Questo spiegherebbe, come ha dimostrato Lucio Gambi, l'adesione entusiasta e quasi unanime dei geografi italiani al fascismo qualche decennio più tardi».

### XX secolo
Dopo la Grande guerra, la nozione di regione geografica italiana passa in secondo piano in quanto le frontiere naturali, salvo qualche territorio marginale, sono state per lo più raggiunte ed è su altre scale che si esprimono il nazionalismo e l'imperialismo italiano, ben al di là dei confini della regione italiana.
Dopo la Seconda guerra mondiale, la geografia italiana elimina tutti gli aspetti politici e nazionalistici per concentrarsi soltanto su quelli geografici. È per questo che la nozione di regione geografica italiana, includendo dei territori che non fanno parte della Repubblica Italiana, continua a essere presente in alcune enciclopedie geografiche italiane, come quella pubblicata dalla casa editrice De Agostini.